# Chikán Bálint
Chikán Bálint (Budapest, 1952. május 20. – Eger, 1999. szeptember 28.) magyar  művészettörténész, művészeti író.

## Életpályája
Egyetemi tanulmányait 1971 és 1976 között a budapesti Marx Károly Közgazdaságtudományi Egyetemen,  1978 és 1983 között az Eötvös Loránd Tudományegyetem Bölcsészettudományi Karán végezte. 1984-ben szerzett egyetemi doktori címet.  1979 és 1984 között a Fiatal Képzőművészek Stúdiójának, majd 1984 és 1987 között a Kortárs Művészeti Fórumnak volt a vezetője vezetője. 1987-től a Magyar Képzőművészeti Főiskola adjunktusa volt. 1992-ben előadásokat tartott Hágában (De Vrije Academie, NL). 1989-től a Szentendrei Ferenczy Múzeum Képzőművészeti Főosztályának vezetőjeként dolgozott. Az általa  1993-ban elindított Phőnix című folyóirat egy számot ért meg.

## Kutatási területe
Mint szociológus, művészettörténész a magyar képzőművészet támogatási rendszerét vizsgálta, szociológiai kutatásokat végzett. Disszertációját "A műtárgy mint különleges áru" címmel írta.  

## Művei
Több száz tanulmánya, dolgozata jelent meg napilapokban illetve szakfolyóiratokban. 
Lényegesek Kokas Ignácról, Melocco Miklósról, Kárpáti Tamásról, Elekes Károlyról, Tornay Endre Andrásról, Nagy Gáborról, Dienes Gáborról szóló írásai. Elsőként foglalkozott behatóan a romániai magyar avantgárd művészettel (Vázlat egy csoportképhez – Körkép a romániai magyar művészetről – Művészet, 1987/7–8.).
• Baász Imre, Budapest, 1994
• Vízjelek – Varga Nándor Lajos, Budapest, 1995
• Ady József, Marosvásárhely, 1996
• Bánovszky Miklós, portréfilm, MTV 1
• Márkus János, portréfilm, Duna TV.

### Kötetek
- Baász; Szabad Tér, Bp., 1995
- A tisztulás vágya. Beszélgetés Ady Józseffel. Ady József emlékkönyv; szöveggond. Szőcs Katalin; Mentor, Marosvásárhely, 1996 (Confessionis sorozat)
- Pókerparti Aphroditéval. Válogatott művészeti írások; vál., szerk. Hann Ferenc; Arcus, Vác, 2005

## Díjak, elismerések
- Művészeti díj, Csongrád (1991)
- Közművelődési díj, Szentendre (1996)